# Divizia C 1937–38
Divizia C 1937-1938 a fost al doilea sezon al ligii de gradul al treilea din sistemul ligii de fotbal din România. Liga a fost împărțită în cinci divizii paralele, pe criterii geografice. Fata de sezonul inaugural, nu doar liga de nord si de sud au avut 2 serii, ci si liga de vest si liga de est, doar liga centrala a ramas cu o singura serie. Câștigătorul fiecărei divizii sau ligi a câștigat promovarea în sezonul următor din Divizia B.

## Localizarea echipelor
- Seria Sud - punct rosu, Seria Vest - punct albastru, Seria Nord - punct verde, Seria Centrală - punct galben, Seria Est - punct gri.

## Liga de Nord

### Seria I
| Loc | Club                           | MJ | V  | E | Î  | GM | GP | Pt | Promovare sau retrogradare         |
| --- | ------------------------------ | -- | -- | - | -- | -- | -- | -- | ---------------------------------- |
| 1   | Industria Sârmei Câmpia-Turzii | 16 | 9  | 6 | 1  | 27 | 12 | 24 | Calificare în Finala Ligii de Nord |
| 2   | Uzinele Electrice Cluj         | 16 | 11 | 1 | 4  | 21 | 15 | 23 |                                    |
| 3   | Clubul Atletic Cluj            | 16 | 9  | 4 | 3  | 39 | 19 | 22 |                                    |
| 4   | CFR Cluj                       | 16 | 8  | 4 | 4  | 39 | 25 | 20 |                                    |
| 5   | Solvay Uioara                  | 16 | 6  | 4 | 6  | 34 | 27 | 16 |                                    |
| 6   | Congri Gherla                  | 16 | 5  | 1 | 10 | 28 | 32 | 11 |                                    |
| 7   | Arieșul Turda                  | 16 | 5  | 1 | 10 | 20 | 40 | 11 |                                    |
| 8   | Ceramica Bistrița              | 16 | 4  | 1 | 11 | 17 | 30 | 9  |                                    |
| 9   | Salina Uioara                  | 16 | 3  | 2 | 11 | 18 | 43 | 8  |                                    |

Notă: Ultimele trei echipe s-au retras la începutul părții a doua și au pierdut aceste meciuri cu 3-0.

### Seria II
| Loc | Club                | MJ | V  | E | Î  | GM | GP | Pt | Promovare sau retrogradare         |
| --- | ------------------- | -- | -- | - | -- | -- | -- | -- | ---------------------------------- |
| 1   | Electrica Oradea    | 16 | 13 | 1 | 2  | 41 | 11 | 27 | Calificare în Finala Ligii de Nord |
| 2   | Barkochba Satu-Mare | 16 | 12 | 0 | 4  | 38 | 22 | 24 |                                    |
| 3   | Aurum Baia-Mare     | 16 | 9  | 3 | 4  | 45 | 20 | 21 |                                    |
| 4   | CS Oșana            | 16 | 8  | 3 | 5  | 22 | 18 | 19 |                                    |
| 5   | CFR Satu-Mare       | 16 | 6  | 6 | 4  | 35 | 31 | 18 |                                    |
| 6   | Stăruința Oradea    | 16 | 7  | 2 | 7  | 34 | 30 | 16 |                                    |
| 7   | Maramureșul Sighet  | 16 | 4  | 2 | 10 | 13 | 39 | 10 |                                    |
| 8   | Vestul Oradea       | 16 | 2  | 1 | 13 | 14 | 43 | 5  |                                    |
| 9   | CS Salonta          | 16 | 1  | 2 | 13 | 13 | 41 | 4  |                                    |

### Finala Ligii de Nord
Câștigătoarea Ligii de Nord a fost Industria Sârmei Câmpia-Turzii.

## Liga de Sud

### Seria I
| Loc | Club                   | MJ | V  | E | Î  | GM | GP | Pt | Promovare sau retrogradare        |
| --- | ---------------------- | -- | -- | - | -- | -- | -- | -- | --------------------------------- |
| 1   | Turda București        | 16 | 13 | 2 | 1  | 61 | 15 | 28 | Calificare în Finala Ligii de Sud |
| 2   | Olimpia București      | 16 | 11 | 3 | 2  | 54 | 20 | 25 |                                   |
| 3   | AGER București         | 16 | 10 | 4 | 2  | 47 | 18 | 24 |                                   |
| 4   | Triumf Giurgiu         | 16 | 8  | 1 | 7  | 36 | 25 | 17 |                                   |
| 5   | Oltul Turnu-Măgurele   | 16 | 8  | 1 | 7  | 29 | 28 | 17 |                                   |
| 6   | Avântul Buzău          | 16 | 5  | 1 | 10 | 20 | 38 | 11 |                                   |
| 7   | Venus Câmpina          | 16 | 4  | 2 | 10 | 35 | 54 | 10 |                                   |
| 8   | Sporting Club Pitești  | 16 | 3  | 0 | 13 | 15 | 46 | 6  |                                   |
| 9   | Radu Negru CFR Pitești | 16 | 3  | 0 | 13 | 6  | 39 | 6  |                                   |

### Seria II
| Loc | Club                       | MJ | V  | E | Î  | GM | GP | Pt | Promovare sau retrogradare        |
| --- | -------------------------- | -- | -- | - | -- | -- | -- | -- | --------------------------------- |
| 1   | Mociornița București       | 14 | 11 | 1 | 2  | 47 | 16 | 23 | Calificare în Finala Ligii de Sud |
| 2   | Tricolor Venus Călărași    | 14 | 9  | 1 | 4  | 41 | 20 | 19 |                                   |
| 3   | STB București              | 14 | 9  | 1 | 4  | 32 | 24 | 19 |                                   |
| 4   | Colțea București           | 14 | 9  | 0 | 5  | 37 | 25 | 18 |                                   |
| 5   | Metalosport Galați         | 14 | 7  | 2 | 5  | 35 | 22 | 16 |                                   |
| 6   | Viitorul Dristor Silistra  | 14 | 3  | 3 | 8  | 19 | 37 | 9  |                                   |
| 7   | VTM Brăila                 | 14 | 4  | 0 | 10 | 14 | 36 | 8  |                                   |
| 8   | Gloria Venera CFR Bazargic | 14 | 0  | 0 | 14 | 2  | 47 | 0  |                                   |

### Finala Ligii de Sud

#### Turul
| Carmen București | 4–2 | Turda București |
| ---------------- | --- | --------------- |
|                  |     |                 |

#### Returul
| Turda București | 2–0    | Carmen București |
| --------------- | ------ | ---------------- |
|                 | Raport |                  |

#### Rejucarea
| Turda București | 3–2 | Carmen București |
| --------------- | --- | ---------------- |
|                 |     |                  |

Câștigătoarea Ligii de Sud a fost Turda București.

## Liga de Vest

### Seria I
| Loc | Club                  | MJ | V  | E | Î  | GM | GP | Pt | Promovare sau retrogradare         |
| --- | --------------------- | -- | -- | - | -- | -- | -- | -- | ---------------------------------- |
| 1   | SSMR Reșița           | 18 | 13 | 2 | 3  | 49 | 21 | 28 | Calificare în Finala Ligii de Vest |
| 2   | Electrica Timișoara   | 18 | 11 | 4 | 3  | 50 | 23 | 26 |                                    |
| 3   | Banatul Timișoara     | 18 | 11 | 2 | 5  | 39 | 23 | 24 |                                    |
| 4   | Olimpia PTT Arad      | 18 | 11 | 2 | 5  | 37 | 29 | 24 |                                    |
| 5   | CFR Timișoara         | 18 | 10 | 3 | 5  | 41 | 35 | 23 |                                    |
| 6   | Fratelia Timișoara    | 18 | 7  | 5 | 6  | 30 | 26 | 19 |                                    |
| 7   | Galvani Timișoara     | 18 | 7  | 4 | 7  | 32 | 27 | 18 |                                    |
| 8   | Politehnica Timișoara | 18 | 4  | 0 | 14 | 18 | 47 | 8  |                                    |
| 9   | US Arad               | 18 | 3  | 2 | 13 | 14 | 41 | 8  |                                    |
| 10  | Progresul Timișoara   | 18 | 1  | 0 | 17 | 19 | 47 | 2  |                                    |

### Seria II
| Loc | Club                        | MJ | V  | E | Î  | GM | GP | Pt | Promovare sau retrogradare         |
| --- | --------------------------- | -- | -- | - | -- | -- | -- | -- | ---------------------------------- |
| 1   | Minerul Lupeni              | 14 | 11 | 3 | 0  | 57 | 12 | 25 | Calificare în Finala Ligii de Vest |
| 2   | Mica Brad                   | 14 | 9  | 4 | 1  | 31 | 15 | 22 |                                    |
| 3   | Metalosport Ferdinand       | 14 | 7  | 3 | 4  | 28 | 20 | 17 |                                    |
| 4   | CS Lonea                    | 14 | 7  | 3 | 4  | 40 | 22 | 17 |                                    |
| 5   | Metalosport Călan           | 14 | 6  | 3 | 5  | 31 | 30 | 15 |                                    |
| 6   | Sportul Muncitoresc Craiova | 14 | 4  | 2 | 8  | 25 | 38 | 10 |                                    |
| 7   | Clubul Muncitoresc Lugoj    | 14 | 3  | 0 | 11 | 15 | 46 | 6  |                                    |
| 8   | Zborul Turnu-Severin        | 14 | 0  | 0 | 14 | 3  | 47 | 0  |                                    |

### Finala Ligii de Vest
Câștigătoarea Ligii de Vest a fost Minerul Lupeni.

## Liga Centrală
| Loc | Club                     | MJ | V  | E | Î  | GM | GP | Pt | Promovare sau retrogradare        |
| --- | ------------------------ | -- | -- | - | -- | -- | -- | -- | --------------------------------- |
| 1   | Menopol Târgu-Mureș      | 22 | 16 | 4 | 2  | 52 | 19 | 36 | Calificare în Divizia B 1938–1939 |
| 2   | Sparta Mediaș            | 22 | 15 | 3 | 4  | 53 | 19 | 33 |                                   |
| 3   | Klinger Sfântul-Gheorghe | 22 | 15 | 2 | 5  | 56 | 22 | 32 |                                   |
| 4   | Astra Brașov             | 22 | 14 | 3 | 5  | 43 | 28 | 31 |                                   |
| 5   | CS Târgu-Mureș           | 22 | 13 | 5 | 4  | 54 | 25 | 31 |                                   |
| 6   | Patria Diciosânmartin    | 22 | 13 | 2 | 7  | 49 | 15 | 28 |                                   |
| 7   | Vitrometan Mediaș        | 22 | 13 | 1 | 8  | 42 | 32 | 27 |                                   |
| 8   | Acvila CFR Sighișoara    | 22 | 7  | 4 | 11 | 30 | 38 | 18 |                                   |
| 9   | Fraternitas Tălmaciu     | 22 | 4  | 2 | 16 | 17 | 58 | 10 |                                   |
| 10  | SS Sibiu                 | 22 | 1  | 5 | 16 | 10 | 52 | 7  |                                   |
| 11  | CS Blaj                  | 22 | 2  | 2 | 18 | 8  | 69 | 6  |                                   |
| 12  | Geamul Mediaș            | 22 | 2  | 1 | 19 | 21 | 58 | 5  |                                   |

Ultimele șase echipe s-au retras din campionat la începutul părții a doua.

## Liga de Est

### Seria I
| Loc | Club                    | MJ | V  | E | Î  | GM | GP | Pt | Promovare sau retrogradare        |
| --- | ----------------------- | -- | -- | - | -- | -- | -- | -- | --------------------------------- |
| 1   | Traian Tighina          | 14 | 11 | 1 | 2  | 45 | 17 | 23 | Calificare în Finala Ligii de Est |
| 2   | Mihai Viteazul Chișinău | 14 | 10 | 2 | 2  | 42 | 20 | 22 |                                   |
| 3   | Macabi Hakoah Cernăuți  | 14 | 10 | 1 | 3  | 27 | 11 | 21 |                                   |
| 4   | Macabi Chișinău         | 14 | 5  | 3 | 6  | 28 | 19 | 13 |                                   |
| 5   | Ateneul Tătărași Iași   | 14 | 4  | 3 | 7  | 16 | 22 | 11 |                                   |
| 6   | Unirea CFR Pașcani      | 14 | 4  | 2 | 8  | 28 | 30 | 10 |                                   |
| 7   | Victoria CFR Iași       | 14 | 4  | 2 | 8  | 16 | 22 | 10 |                                   |
| 8   | Macabi Bălți            | 14 | 1  | 0 | 13 | 7  | 66 | 2  |                                   |

### Seria II
| Loc | Club                    | MJ | V  | E | Î  | GM | GP | Pt | Promovare sau retrogradare         |
| --- | ----------------------- | -- | -- | - | -- | -- | -- | -- | ---------------------------------- |
| 1   | Muncitorul Cernăuți     | 12 | 11 | 1 | 0  | 54 | 17 | 23 | Calificare în Finala Ligii de Vest |
| 2   | Cetatea Sucevei Suceava | 12 | 7  | 1 | 4  | 24 | 26 | 15 |                                    |
| 3   | Macabi Cernăuți         | 12 | 6  | 3 | 3  | 38 | 26 | 15 |                                    |
| 4   | CS Lonea                | 12 | 7  | 3 | 4  | 40 | 22 | 15 |                                    |
| 5   | Dovbuș Cernăuți         | 12 | 5  | 5 | 2  | 37 | 27 | 15 |                                    |
| 6   | CFR Cernăuți            | 12 | 4  | 0 | 8  | 44 | 31 | 8  |                                    |
| 7   | Venus Botoșani          | 12 | 3  | 1 | 8  | 15 | 26 | 7  |                                    |
| 8   | Jahn Rădăuți            | 12 | 0  | 1 | 11 | 11 | 70 | 1  |                                    |

Stadiul CFR Bacău și Ceahlăul Piatra-Neamț s-au retras din campionat. Rezultatele lor au fost anulate.

### Finala Ligii de Est

#### Turul
| Traian Tighina | 2–0    | Muncitorul Cernăuți |
| -------------- | ------ | ------------------- |
|                | Raport |                     |

#### Returul
| Muncitorul Cernăuți | 1–1    | Traian Tighina |
| ------------------- | ------ | -------------- |
|                     | Raport |                |

Câștigătorul Ligii de Est este Traian Tighina.